# Étang du Lieschbach
L'étang du Lieschbach est un étang situé dans les Vosges du Nord, sur la commune de Philippsbourg en Moselle.

## Voies d'accès
- Par la piste.